# Tenancingo de Degollado
'Tenancingo de Degollado' est une ville de l'état de Mexico au Mexique plus communément appelée Tenancigo. Elle est située à 42 km de Toluca au sud-ouest de Mexico. Son nom signifie en Náhuatl 'petit mur'.
Le diocèse de Tenancigo a été créé en novembre 2009 par le pape Benoît XVI.
La ville est située à 2 020 mètres d'altitude et a une population de 30 047 habitants (2005). L'économie est essentiellement agricole avec une production de canne à sucre, fruits, légumes et bétail. La région est réputée également pour ses châles de procédé ikat.